# راشاک
راشاک (به انگلیسی: Rushock) یک روستا و محله مدنی در بریتانیا است که در Wyre Forest واقع شده‌است. راشاک ۱۳۸ نفر جمعیت دارد.